# NGC 4593
NGC 4593 је спирална галаксија у сазвежђу Девица која се налази на NGC листи објеката дубоког неба.
Деклинација објекта је - 5° 20' 38" а ректасцензија 12h 39m 39,3s. Привидна величина (магнитуда) објекта NGC 4593 износи 11,1 а фотографска магнитуда 11,9. Налази се на удаљености од 44 милиона парсека од Сунца. NGC 4593 је још познат и под ознакама MCG -1-32-32, MK 1330, IRAS 12370-0504, PGC 42375.